# Pugo
Pugo (Bayan ng Pugo) är en kommun i Filippinerna. Kommunen ligger på ön Luzon, och tillhör provinsen La Union. Folkmängden uppgår till 19 690 invånare år 2015.
Pugo är indelat i 14 barangayer.